# Saint-Aignan (Ardeny)
Saint-Aignan – miejscowość i gmina we Francji, w regionie Grand Est, w departamencie Ardeny.
Według danych na rok 1990 gminę zamieszkiwało 146 osób, a gęstość zaludnienia wynosiła 19 osób/km².

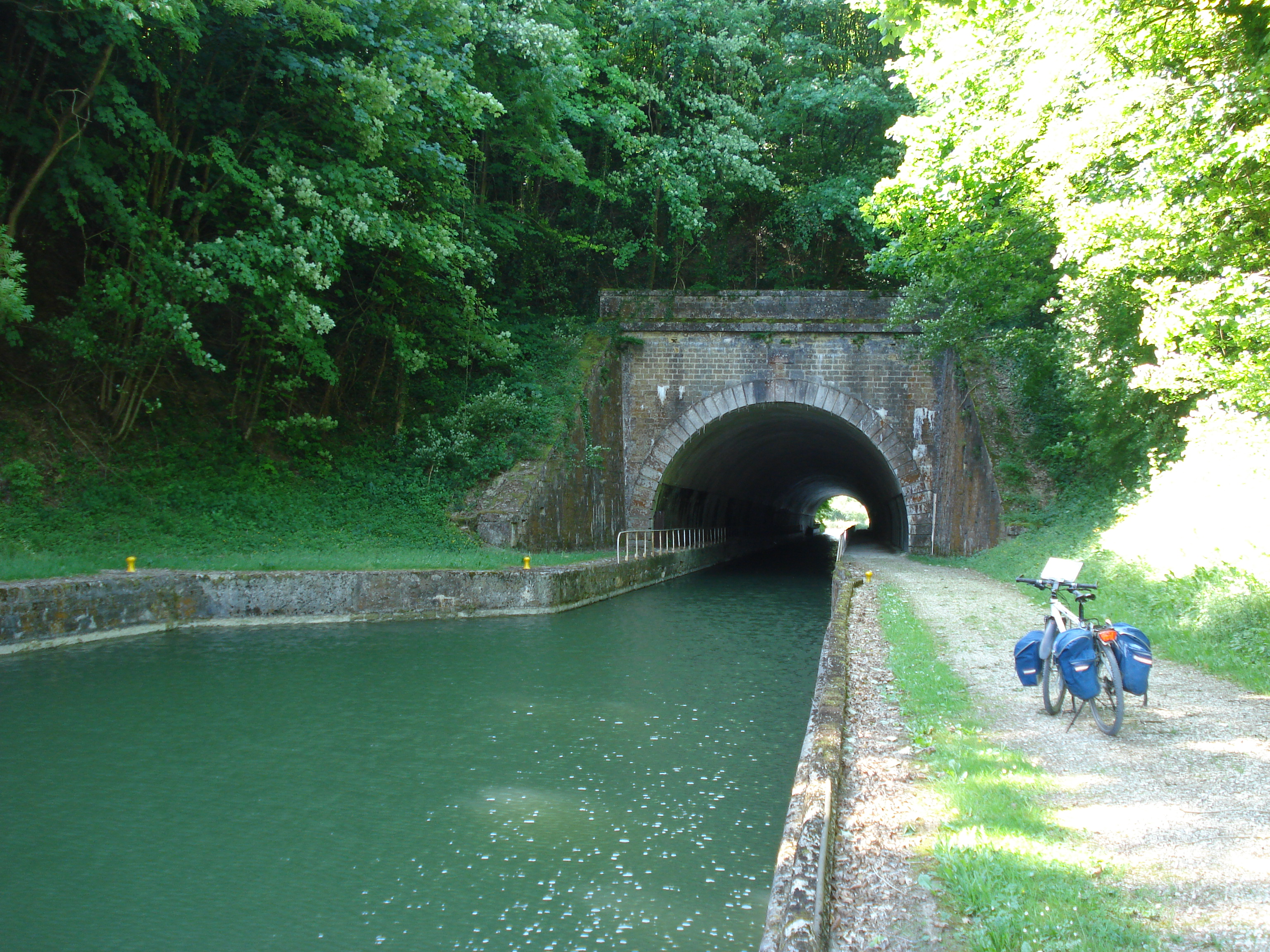
Tunel na kanale w Saint-Aignan, 2009